# Marco Vannini (filosofo)

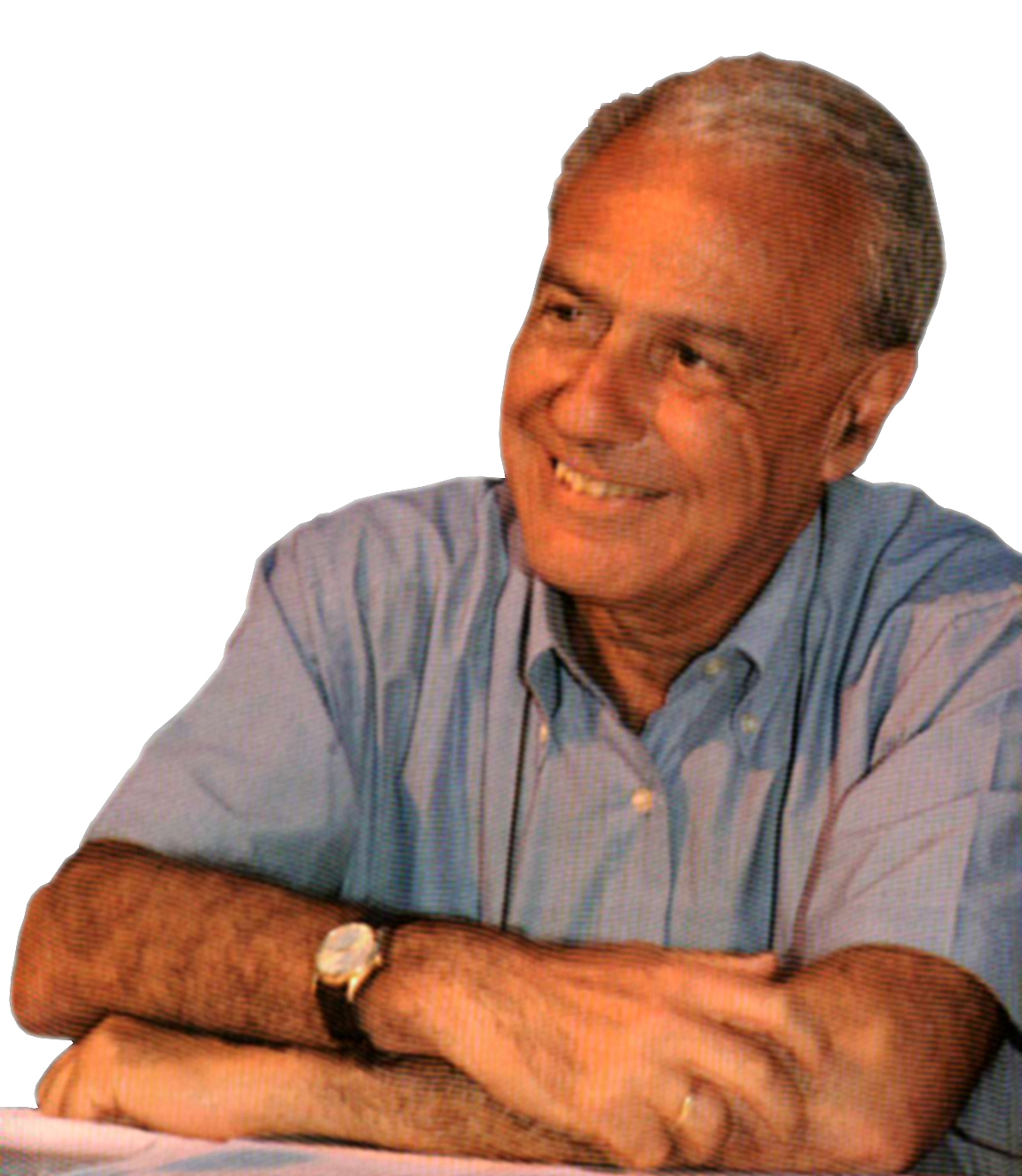

Marco Vannini (San Piero a Sieve, 3 gennaio 1948) è un filosofo, storico della filosofia e traduttore italiano.

## Biografia
Dopo gli studi al Liceo-Ginnasio Michelangiolo di Firenze, si è laureato nel 1969 in Filosofia Teoretica presso l'Università di Firenze, discutendo una tesi sul Wittgenstein metafisico e mistico.
Nel biennio 1975-1977 ha vissuto nel Convento agostiniano di Santo Spirito a Firenze, ospite del priore p. Gino Ciolini. Ha frequentato lo Studio Teologico Fiorentino, ove ha conseguito il grado di Baccalaureato in Teologia nel 1980.
Ha sposato nel 1993 Sabina Moser, filosofa, studiosa di Simone Weil, ed ha due figli, Ilaria e Andrea.
Ha compiuto viaggi e soggiorni di studio in Europa e in altri continenti, a contatto con culture e religioni non cristiane: Israele, Egitto, Giordania, Turchia, India, Sri Lanka, Indonesia, Cina, Tibet.
Ha insegnato Filosofia e Storia nei Licei;  per un triennio Storia della Filosofia Antica nella Università di Firenze e, nel 1998, Storia della Mistica all'Istituto di Scienze Religiose di Trento.
Ha tenuto seminari e conferenze in Università ed Accademie italiane e straniere: Genova, Trento, Ancona, Perugia, Urbino, Pavia, Pisa, Macerata, Napoli, Fermo, Parma, Arezzo, Chieti, Roma, Avila, Strasburgo, Berlino.

## Pensiero
Vannini, considerato il maggior studioso di mistica o anche il più importante studioso italiano di Meister Eckhart e della mistica cristiana, ha curato l'edizione italiana di tutte le opere, latine e tedesche, di Meister Eckhart, nonché quelle di altri autori spirituali, come Agostino, Jean Gerson, François de Fénelon, Margherita Porete (con Romana Guarnieri e Giovanna Fozzer), Giovanni Taulero, Anonimo Francofortese, Martin Lutero, Angelus Silesius (con Giovanna Fozzer), Daniel von Czepko (con Giovanna Fozzer), Sebastian Franck, Valentin Weigel, ecc.
Marco Vannini, lungo un percorso ormai di quasi mezzo secolo, è stato:
1. traduttore e curatore di importanti testi della mistica cristiana;
2. critico della fenomenologia mistica, da un punto di vista teoretico e storico;
3. filosofo della religione, e del cristianesimo in particolare, soprattutto nei suoi rapporti con la ragione e con la fede.

Vannini legge il fenomeno mistico in maniera innovativa ma, soprattutto, pone lo stesso a fondamento di ogni forma ed esperienza religiosa. Tale presupposto impone come – fuori da un'esperienza diretta di questo tipo – sia pressoché impossibile cogliere il senso, le modalità e le finalità delle varie dottrine e pratiche religiose.
Per Vannini la mistica è un sapere spirituale, inoggettivabile ma, soprattutto, un sapere che è un essere: è l'identità mistica il vero e proprio criterio per discernere il vero dal falso. Tale ermeneutica costituisce una propedeutica all'inverarsi in senso mistico della religione cristiana.
Il pensiero di Vannini si basa quindi su una esperienza spirituale, unitiva e teomorfica. Centrali appaiono pertanto concetti appartenenti alla sfera semantica della divinizzazione, dell’homoiosis theo, quali vuoto, fondo dell'anima, generazione del Logos, complementarità tra distacco ed amore.
Tale esperienza risulta comprensibile solo quando si è fatto il vuoto nell'anima attraverso il distacco, diventando in tal modo recettivi alla luce proveniente dall'alto, tali da rendere il soggetto esso stesso luce eterna: al vuoto in cui si perviene nel distacco corrisponde una pienezza, una traboccante ricchezza ed energia, una gioia sconfinata ed inesauribile.
Il rapporto tra Dio e uomo non è quindi statico, di mutua esclusione, ma dialettico, di reciproca compenetrazione: la “salvezza” viene letta nei parametri teologici di una escatologia realizzata nel presente, come immanente esperienza dello spirito.
Essenziale diventa perciò il recupero della antropologia classica – corpo, anima, spirito – ove l'uomo è un corpo, piccola parte dell'universo; una psiche, fluttuazione infinita di pensieri, sentimenti, volizioni, soggetta al determinismo del tempo, dello spazio, delle circostanze; ma soprattutto uno spirito universale, eterno, libero, uno nell'Uno.
L'attualità e l'originalità della posizione di Vannini ha suscitato e continua a suscitare un acceso dibattito in seno al panorama culturale italiano, filosofico e teologico: nei confronti dell'autore vari infatti sono stati i commenti, le recensioni, i contributi e gli interventi critici da parte di personalità quali (in ordine alfabetico) Gianni Baget Bozzo, Massimo Baldini, Enzo Bianchi, Massimo Cacciari, Roberta De Monticelli, Roberto Esposito, Bruno Forte, Sergio Givone, Vito Mancuso, Armando Matteo, Giandomenico Mucci S.I., Gianfranco Ravasi, Giovanni Reale, Lucetta Scaraffia, Armando Torno, Gianni Vattimo, Franco Volpi.
La particolare rilevanza dell'opera di Vannini può trasparire anche, ad esempio, dalle seguenti affermazioni in merito - citate in ordine sparso - di alcuni dei suddetti illustri pensatori:
- Sergio Givone[6]: «...A Marco Vannini, cui siamo debitori d'un lavoro filosofico estremamente prezioso, rivolgiamo questa domanda...».
- Roberta De Monticelli[7]: «A Vannini dobbiamo non soltanto edizioni impeccabili delle opere di Meister Eckhart, Margherita Porete... Angelus Silesius, Giovanni Gerson; ma anche il pensiero vigoroso e chiaro, qualunque cosa gli si posa obiettare, che la mistica è da un lato il cuore e la radice viva di ogni religione, ma dall'altro “la filosofia nel suo senso più reale e profondo”, la conoscenza e la pratica dell'essere e “la gioia dell'essere”».
- Massimo Cacciari:[8] «È un grosso debito quello che la filosofia e la teologia italiana hanno accumulato in questi anni nei confronti di Marco Vannini. Grazie al suo instancabile lavoro o sotto la sua direzione il nostro Paese può oggi contare su impeccabili edizioni di Giovanni Gerson e di Angelus Silesius, di Margherita Porete e di Meister Eckhart»
- Giandomenico Mucci S.I.[9]: « In questi tempi di declino dell'ontologia, Marco Vannini è certamente, in Italia, fuori dell'ambito ecclesiastico, il più illustre studioso di mistica».
- Giovanni Reale[10]:«L'esperienza mistica è comunque per sua natura connessa con il religioso, come viene mostrato nel bel libro di Marco Vannini, La mistica delle religioni (Le Lettere, pp. 389, € 20) in questi giorni in libreria. Vannini - uno dei massimi esperti in materia a livello nazionale e internazionale - analizza in modo dettagliato questa esperienza spirituale nell'induismo, nel buddismo, nell'ebraismo, nell'islamismo e nel cristianesimo»
- Armando Torno:[11] «Segnalare un livre de chevet, vale a dire una di quelle opere maneggevoli che mai dovrebbero allontanarsi dal capezzale, è diventato difficile oltre che inattuale. Eppure qualcosa circola, come prova l'ultimo delizioso scritto di Marco Vannini Sulla grazia».
- Bruno Forte:[12] «L'ultimo bel libro di Marco Vannini su Mistica e filosofia rivela ancora una volta la sua straordinaria competenza di storico e interprete della mistica»

Al pensiero di Vannini è stato dedicato il volume di Roberto Schiavolin, Mistica e filosofia nel pensiero di Marco Vannini.

## Opere
- Lontano dal segno. Saggio sul cristianesimo, La Nuova Italia, Firenze 1971.
- Esame della certezza, Il Cenacolo, Firenze 1973.
- Meister Eckhart. Opere tedesche, La Nuova Italia, Firenze 1982.
- Dialettica della fede, Marietti, Casale Monferrato 1983 (nuova edizione ampliata, Le Lettere, Firenze 2011).
- L'esperienza dello spirito, Augustinus, Palermo 1991.
- Mistica e filosofia, Piemme, Casale Monferrato 1996 (prefazione di Massimo Cacciari; nuova edizione ampliata, Le Lettere, Firenze 2007).
- Il volto del Dio nascosto. L'esperienza mistica dall'Iliade a Simone Weil, Mondadori, Milano 1999 (ristampa col titolo: Storia della mistica occidentale, Oscar Mondadori 2010; poi Le Lettere, Firenze 2015).
- Introduzione alla mistica, Morcelliana, Brescia 2000 (trad. portoghese: Introdução à Mìstica, Edições Loyola, San Paolo del Brasile 2005).
- La morte dell'anima. Dalla mistica alla psicologia, Le Lettere, Firenze 2003 (nuova edizione ampliata, Le Lettere, Firenze 2004).
- La mistica delle grandi religioni, Mondadori, Milano 2004 (nuova edizione, Le Lettere, Firenze 2010).
- Tesi per una riforma religiosa, Le Lettere, Firenze 2005.
- La religione della ragione, Bruno Mondadori, Milano 2007 (prefazione di Roberta De Monticelli).
- Sulla grazia, Le Lettere, Firenze 2008.
- Prego Dio che mi liberi da Dio. La religione come verità e come menzogna, Bompiani, Milano 2010.
- Lessico mistico. Le parole della saggezza, Le Lettere, Firenze 2013.
- Il Santo Spirito fra religione e mistica, Morcelliana Editrice, Brescia 2013.
- Oltre il cristianesimo. Da Eckhart a Le Saux, Bompiani, Milano 2013.
- Inchiesta su Maria. La storia vera della fanciulla che divenne mito, Rizzoli, Milano 2013 (con Corrado Augias).
- Indagine sulla vita eterna, Mondadori, Milano 2014 (con Massimo Polidoro).
- Introduzione a Eckhart. Profilo e testi, Le Lettere, Firenze 2014.
- L'Anticristo. Storia e mito, Mondadori, Milano 2015.
- All'ultimo papa. Lettere sull'amore, la grazia, la libertà, il Saggiatore, Milano 2015.
- Contro Lutero e il falso evangelo, Lorenzo de' Medici Press, Firenze 2017.
- Il muro del paradiso. Dialoghi sulla religione per il terzo millennio, Lorenzo 'de Medici Press, 2017.
- Mistica, psicologia, teologia, Le Lettere, Firenze 2019
- Introduzione alla mistica, Le Lettere, Firenze 2021.
- Beati pauperes spiritu. Attualità di Meister Eckhart, Lindau, Torino 2022.
- Sulla religione vera. Rileggere Agostino, Lindau, Torino 2023.
- Conosci te stesso e conoscerai te stesso e Dio, Le Lettere, Firenze 2024.